# ベンハム (DD-49)
|          |                                     |
| 艦歴     |                                     |
| 発注     |                                     |
| 起工     | 1912年3月14日                       |
| 進水     | 1913年3月22日                       |
| 就役     | 1914年1月20日                       |
| 退役     | 1922年7月7日                        |
| その後   | 1935年4月23日にスクラップとして売却 |
| 除籍     | 1935年3月8日                        |
| 性能諸元 |                                     |
| 排水量   | 1,036トン                           |
| 全長     | 305 ft 3 in (93 m)                  |
| 全幅     | 31 ft 2 in (9.5 m)                  |
| 吃水     | 10 ft 6 in (3.2 m)                  |
| 機関     | 重油専焼缶4基                       |
| 最大速   | 29ノット (54 km/h)                  |
| 乗員     | 士官、兵員133名                     |
| 兵装     | 4インチ砲4門 18インチ魚雷発射管8門  |

ベンハム (USS Benham, DD-49) は、アメリカ海軍の駆逐艦。エールウィン級駆逐艦の1隻。艦名はアンドリュー・E・K・ベンハム海軍少将に因む。

## 艦歴
ベンハムは1912年3月14日にペンシルベニア州フィラデルフィアのウィリアム・クランプ・アンド・サンズ社で起工した。1913年3月22日にイーディス・ウォーレス・ベンハム（ベンハム少将の娘）によって命名、進水し、1914年1月20日に艦長C・P・トレイン少佐の指揮下就役する。
カリブ海への整調巡航に続いて、ベンハムは1914年7月24日に予備役となる。1914年12月21日に再就役すると、大西洋艦隊水雷小艦隊に配属され東海岸沿いでの訓練および偵察に従事した。1916年10月8日、ドイツの潜水艦によって沈められたオランダの汽船 Blommersdijk の乗員をニューイングランド沖で救助する。1917年5月15日にニューヨーク州トンプキンズヴィルを出航し、ベンハムはアイルランドのクイーンズタウン沖を偵察、その後1918年6月10日にフランスのブレストへ移動した。ベンハムは第一次世界大戦の終了までブレスト沖での偵察に従事し、1918年12月21日に帰国の途に就いた。
1919年初めに再び大西洋艦隊に合流したベンハムは艦隊演習に参加し、6月28日にノーフォークでの通常任務に就く。大西洋艦隊飛行戦隊に配属されたベンハムは1921年を通じて大西洋岸を巡航し、飛行機の護衛および母艦任務に従事した。1922年5月にその任務を離れフィラデルフィアに移動、同地で1922年7月7日に退役した。
ベンハムは1935年に解体され、その鋼材は1935年4月23日に売却された。